# Agrupación Congoleña para la Democracia
La Agrupación Congoleña por la Democracia (francés: Rassemblement congolais pour la démocratie, RCD) es un grupo rebelde congoleño activo en la parte oriental del país. El movimiento surgió con el apoyo de Ruanda y fue uno de los actores principales en la segunda guerra del Congo. A partir del 30 de junio de 2003, el RCD participa junto al PPRD de Joseph Kabila y el MLC de Jean-Pierre Bemba en el gobierno de transición o gobierno "1+4" que se encarga de pacificar el país integrando las milicias en un ejército unificado y de preparar elecciones libres en un plazo de dos años, marcándose un plazo máximo para las elecciones del 30 de junio de 2006.

## 1998-1999
En 1997, Laurent-Désiré Kabila se instala como Presidente de la República Democrática del Congo, tras la alianza de la Alianza de Fuerzas Democráticas para la Liberación del Congo-Zaire (AFDL) a lo largo de la Primera Guerra del Congo, con ayuda de los gobiernos de Uganda y de Ruanda. Sin embargo, las tensiones étnicas y políticas no desaparecieron al este del país. Miles de militantes Hutu habían participado en el genocidio de Ruanda y que se habían visto obligados a huir a la República Democrática del Congo mantenían una guerra de baja intensidad con el ejército ruandés y los Banyamulenge congoleños de las provincias del Kivu norte y del Kivu sur. En febrero de 1998, estas dos provincias se vieron arrastradas a conflictos étnicos. Tropas Banyamulenge de la AFDL se acuartelaron en la ciudad de Bukavu, y las tensiones en el seno de la Alianza crecieron. El clima entre Laurent-Désiré Kabila y sus aliados ruandeses y ugandeses se deterioró.
A principios de agosto de 1998, el RCD renovado, liderado por su presidente Ernest Wamba dia Wamba, tomó la ciudad de Goma y empezó a amenazar el poder de Kinshasa, lo que fue el pistoletazo de salida para la segunda guerra del Congo. El RCD recibió además el apoyo de Ruanda y Uganda tras acabar las tensiones entre estos y Laurent-Désiré Kabila. El núcleo del RCD estaba formado por antiguos militantes de la AFDL, entre los que había muchos Banyamulenge, que ya habían pactado con Ruanda contra las fuerzas anti-Tutsi de la región. Las fuerzas pro-gubernamentales de Kabila trataron de detener el avance del RCD con ayuda de los ejércitos de otros estados como Angola y Zimbabue, lo que significó un aumento en la tensión entre los distintos países de África central.
En esta época, los congoleños que vivían en el Norte y el Sur del Kivu pasaron a considerar al RCD como un opresor brutal. Ruanda prácticamente había tomado el control de la organización, que había aumentado los impuestos notablemente sin que la población notara los efectos en una mejora de las condiciones de vida de la población o de las infraestructuras. Las indisciplinadas tropas del RCD y de otros grupos armados eran las causantes de muchos actos de brutalidad contra la población. El dominio de los Banyamulenge tampoco se veía bien.

## Fraccionamiento del RCD
En 1999, el frente con las fuerzas gubernamentales se estabilizó. Además, el RCD había aumentado sus militantes gracias a antiguos seguidores de Mobutu Sese Seko y otros disidentes. Una vez quedó claro que Kabila no podría ser derrocado, se produjeron divergencias en la organización, y Ruanda y Uganda empezaron a disputarse el control del RCD y de los recursos que explotaba, como diamantes, diferentes minerales y los recursos forestales.
Las tensiones se manifestaron en mayo de 1999 cuando Wamba dia Wamba dejó el este del país y se estableció en Kisangani con ayuda de Uganda, al parecer como consecuencia de un altercado con el antiguo seguidor de Mobutu Lunda Bululu. Desde ese momento se conoce a su organización con el nombre de RCD-Kisangani (RCD-K), o a veces RCD-Wamba.
El Doctor Émile Ilunga tomó el mando de la facción oriental, más conocida con el nombre de RCD-Goma para distinguirla del grupo de Wamba. RCD-Goma, como el más antiguo y uno de los más poderosos del grupo rebelde, es el RCD frente a los otros distintos grupos escindidos. Ruanda fue el principal apoyo del RCD, lo que hizo repercutir las tensiones entre ambos países a sus grupos rebeldes respectivos con actividad en el Congo. 
La ruptura definitiva se produce cuando los dos RCD se enfrentan en Kisangani, y en donde el ejército ugandés es derrotado. Wamba se retiró a Bunia, en donde tuvo que enfrentarse a descontentos y revueltas en su propia organización. Mbusa Nyamwisi rechazó el liderazgo de Wamba y tomó el control de Kivu norte septentrional y de Ituri con ayuda de algunos militares ugandeses. Nyamwisi rebautizó al RCD-K como RCD-Movimiento de Liberación. El RCD-Goma siguió manteniendo el control del sur de Kivu norte, de Kivu sur, Maniema, norte de Katanga, Kasai Occidental y Kisangani.
En 2000, Adolphe Onusumba sustituye a Ilunga a la cabeza del RCD-Goma. Esta nueva orientación se produce tras el fracaso de la ofensiva gubernamental en noviembre de 2000 en Pweto. Fue también en ese momento cuando se vio claramente que el Gobierno no podría retomar el este del país por medio de las armas. A pesar de sus esfuerzos para ganarse el apoyo de la población de Kivu, los continuos atentados contra los derechos humanos y los abusos de la administración siempre han conseguido arruinar estos esfuerzos.

## El "fin" de los combates y el Gobierno de transición
El 30 de junio de 2003, se nombra un gobierno de transición o gobierno "1+4" siguiendo las directrices del Acuerdo global e inclusivo de Pretoria de 17 de diciembre de 2002 que se ratificó el 2 de abril de 2003 con el Diálogo intercongoleño en Sun City (Sudáfrica). Azarias Ruberwa, líder del RCD pasa a ser uno de los cuatro vicepresidentes. Este gobierno de unión nacional tiene como misión pacificar el país integrando a todas las milicias en un ejército unificado y preparar elecciones libres en un plazo de dos años con un año de prórroga como máximo: las elecciones deben celebrarse como muy tarde el 30 de junio de 2006.
El apoyo ruandés al RCD sigue tras la segunda guerra del Congo a través de las fuerzas tutsi alineadas con Ruanda y Burundi cuyos oficiales más conocidos son el general Nkundabatare y el coronel Mutebesi. Ruanda sigue queriendo mantener su esfera de influencia en los Kivu por medio de grupos militares que le son cercanos. Uganda también hace lo mismo desde hace varios años.

## Otras facciones del RCD
- RCD-Auténtico (RCD-A)
- RCD-Congo: facción del RCD-Goma dirigida por Kin-Kiey Mulumba, que se separó en junio de 2002
- RCD-Nacional (RCD-N): grupo rebelde apoyado por Uganda, dirigido por Roger Lumbala, secundado por Sisakio que se separó del RCD-K/ML y es ahora aliado del MLC
- RCD-Original (RCD-O)